# イオンタウン茨島パワーセンター
イオンタウン茨島パワーセンター（イオンタウンばらじまパワーセンター）は、秋田県秋田市茨島四丁目の秋田放送ラジオ送信所敷地内にあるショッピングモール。イオン東北が管理・運営をしている。大店立地法での届出上の名称は「茨島ショッピングセンター」である。

## 概要
秋田放送の茨島ラジオ送信所の敷地内に所在し、コの字型に店舗・駐車場が配置されている。送信用アンテナの維持のためにケーブルが数箇所設置されている。

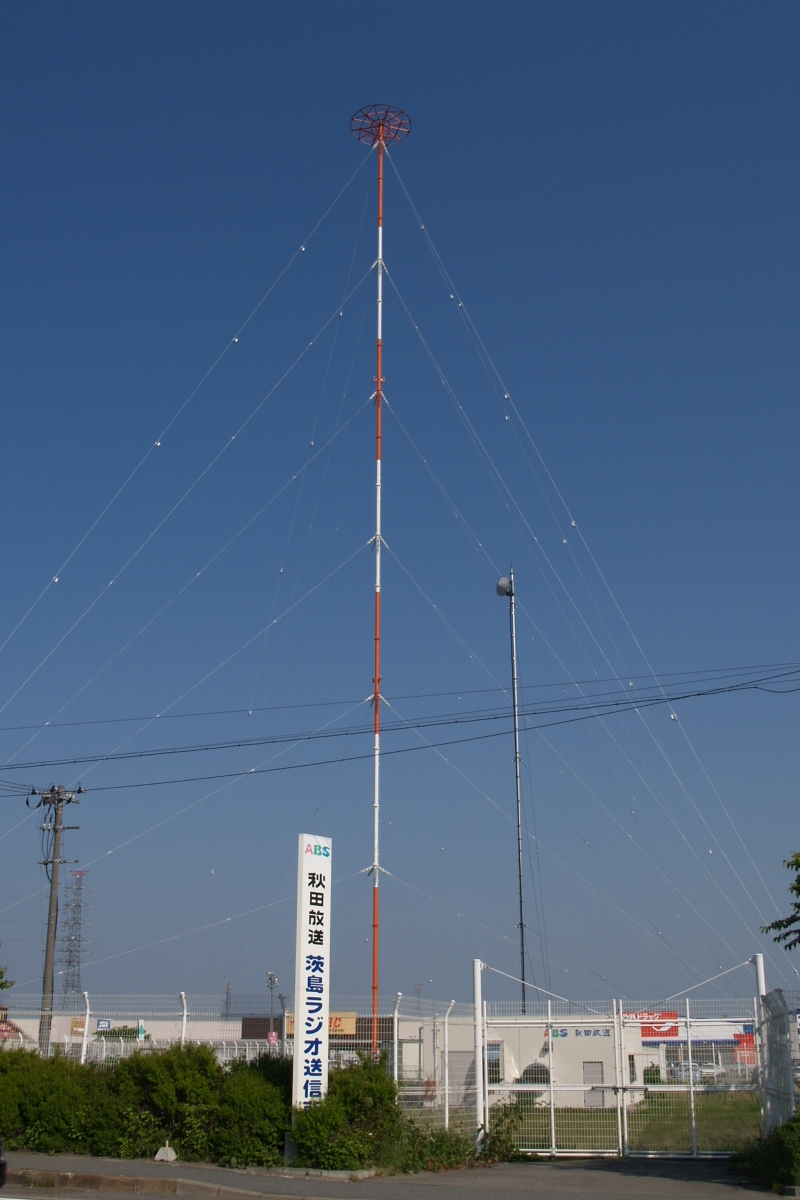
駐車場内にある茨島ラジオ送信所

## 沿革
- 2000年（平成12年）7月26日 - 「イオンタウン茨島パワーセンター」オープン。同日に「マックスバリュ茨島店」が営業開始[2][3]。
- 2002年（平成14年）12月28日 - 「マックスバリュ茨島店」24時間営業開始（以前は9:00 - 24:00）[4]。
- 2006年（平成18年）5月24日 - 秋田市とマックスバリュ東北株式会社にて､災害時における応急生活物資の供給等に関する協定を締結[5]。
- 2007年（平成19年）7月22日 - 「セイタイトー茨島店」閉店。
- 2009年（平成21年）
  - 5月2日 - 「ドンドンダウン オン ウェンズデイ イオンタウン茨島店」オープン。
  - 5月31日 - 「平安堂秋田茨島店」閉店。
  - 8月4日 - 「マックスバリュ茨島店」駐車場に車いすマーク車両駐車システム「ハートゲート」設置。
  - 9月19日 - 「パソコン工房 秋田イオンタウン茨島店」オープン。
  - 10月24日 - 「加賀谷書店 茨島店」オープン。
- 2010年（平成22年）
  - 2月16日 - 秋田県とマックスバリュ東北株式会社にて､災害時における生活必需物資の供給に関する協定を締結[6]。
  - 7月30日 - マックスバリュ茨島店にて、秋田市保健所主催の小学5・6年生を対象とした食品安全教室を開催[7]。
  - 10月19日 - 「マックスバリュ茨島店」リニューアルオープン[8]。
- 2012年（平成24年）
  - 4月1日 - 「パソコン工房 秋田イオンタウン茨島店」閉店。
  - 7月11日 - 「ニューライフカネタ茨島店」オープン。
- 2013年（平成25年）
  - 4月22日 - 「焼肉・冷麺ヤマト茨島店」臨時休業。そのまま閉店[9]。
  - 5月24日 - 「キックゾーン茨島店」が「アスビーファム秋田茨島店」としてリニューアルオープン。
- 2014年（平成26年）6月27日 - 「GOLF5秋田茨島店」オープン。
- 2015年（平成27年）3月1日 - 「ホーマック茨島店」から「DCMホーマック茨島店」に改称[1]。
- 2016年（平成28年）
  - 7月28日 - 「スシロー秋田茨島店」プレオープン[10]。
  - 8月4日 - 「スシロー秋田茨島店」グランドオープン[10]。
  - 12月31日 - 「GOLF5秋田茨島店」閉店。
- 2018年（平成30年）
  - 1月19日 - 「KINSYODO秋田店」オープン。
  - 1月20日 - 加賀谷書店茨島店にて、文庫『物語のおわり』出版を記念して、作家・湊かなえサイン会開催[11]。
- 2019年（平成31年）4月19日 - 「アメリカ屋イオンタウン茨島店」が業態転換し、「EDWIN FACTORY OUTLET イオンタウン茨島店」としてリニューアルグランドオープン[12]。
- 2020年（令和2年）
  - 4月20日 - 新型コロナウイルス感染拡大防止の観点から、「マックスバリュ茨島店」の営業時間を短縮（24時間営業→07:00～23:59）[13]。
  - 5月15日 - 「マックスバリュ茨島店」24時間営業を再開[14]。
  - 9月21日 - 「マックスバリュ茨島店」の業態転換に伴う店舗改装工事のため、夜10時で閉店。[15]
  - 9月22日 - 上記と同様の理由により、営業時間を朝7時から夜10時に短縮。[15]
  - 10月11日 - 上記と同様の理由により、営業時間を朝7時から夜6時に短縮。[15]
  - 10月12日 - 上記と同様の理由により、16日まで休業。[15]
  - 10月17日 - 「マックスバリュ茨島店」が「イオンスタイル茨島」として朝9時にリニューアルオープン。[注釈 1][15]
  - 11月 - 「ラーメン中華一龍茨島店」閉店。
- 2021年（令和3年）
  - 1月8日 - 「イオンスタイル茨島」暴風雪による停電発生のため一時休業[16]。午後より営業再開[17]。
  - 6月5日 - 「牛角イオンタウン茨島店」オープン[18]。
- 2022年（令和4年）9月1日 - 「DCMホーマック茨島店」から「DCM茨島店」に改称[19]。
- 2023年（令和5年）
  - 1月12日 - イオン東北とIMIの共同開発した「いぶりがっこウインナードッグ」発売に合わせ、イオンスタイル茨島にてマイケル・タベルスキIMI社長が来店客に商品をPR[20]。
  - 6月5日 - 環境の日に合わせて、佐竹敬久知事が「イオンスタイル茨島」にて､ご当地マイバスケットを使っての、環境に配慮した買い物方法を実演[21]。
  - 7月15日 - 県内記録的大雨の影響により「イオンスタイル茨島」17時にて閉店。
  - 7月16日 - 県内記録的大雨の影響により「イオンスタイル茨島」[22]や「DCM茨島店」などが臨時休業。
  - 7月17日 - 朝8時に「イオンスタイル茨島」が営業再開。「DCM茨島店」も営業再開。
  - 9月10日 - 加賀谷書店茨島店にて、『家事する探検家』発売を記念して、探検家・髙橋大輔トークショー&サイン会開催[23]。
- 2024年（令和6年）10月1日 - 秋田市のサービス提供エリア拡大[24]に伴い、「イオンスタイル茨島」にて、Woltによるデリバリーサービス提供を開始。
- 2025年（令和7年）
  - 2月9日 - 秋田市からイオンスタイル茨島が「令和6年度秋田市事業系一般廃棄物減量等優良事業者」として表彰[25]。
  - 5月27日-6月5日 - 「スシロー秋田茨島店」リニューアル休業[26]。
  - 6月6日 - 「スシロー秋田茨島店」リニューアルオープン。大型タッチディスプレイ「デジロー」を導入[27]。

## イオンスタイル茨島
2000年7月26日に「イオンタウン茨島パワーセンター」内にオープンした「マックスバリュ茨島店」が前身である。2020年10月11日に閉店後、改装を実施して10月17日にイオンスタイル茨島としてオープンした。
開店時点ではマックスバリュ店舗が直接「イオンスタイル」に転換されるのは異例のケースであった。
2020年11月13日には、イオングループの東北地方の店舗では初となる、「どこでもレジ レジゴー」を導入した。

## おもなテナント
- 南部家敷 茨島店
- イオンタウン茨島チャンスセンター
- イオンスタイル茨島

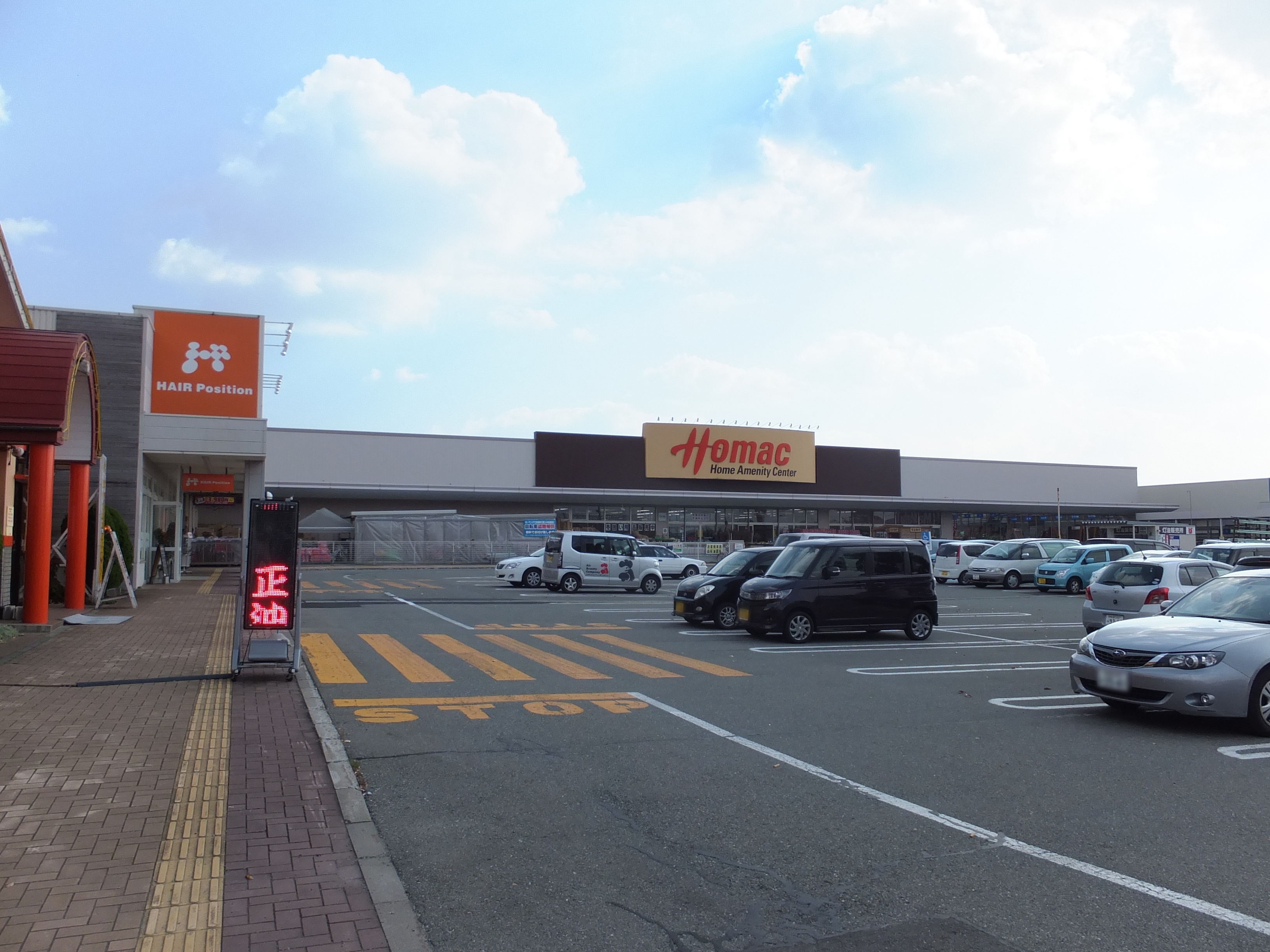
旧・ホーマック茨島店(現在は、DCM茨島店)

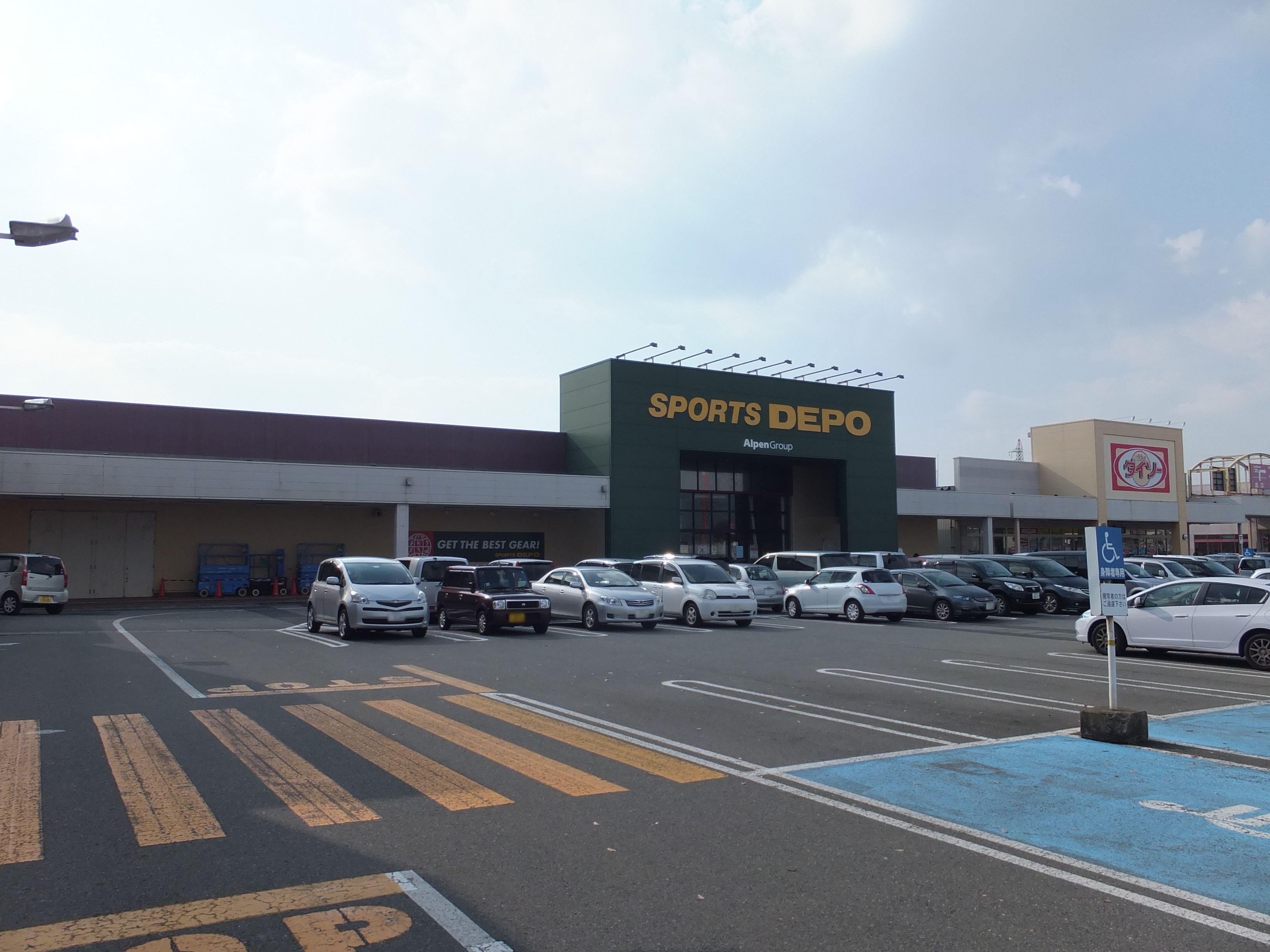
スポーツDEPO秋田店

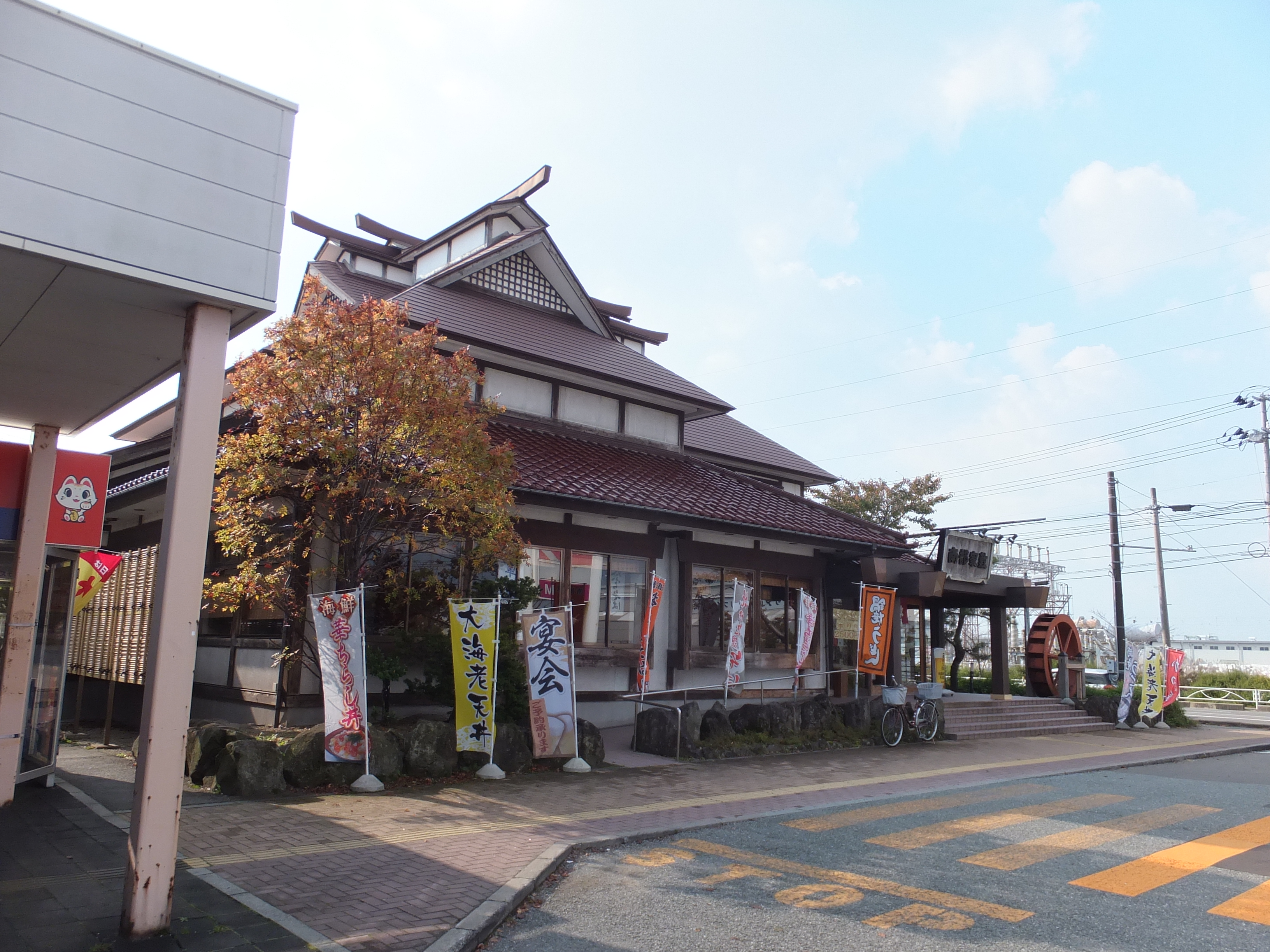
南部家敷茨島店

  - サーティワンアイスクリームイオンスタイル茨島店
  - マクドナルドイオンスタイル茨島店
  - うさちゃんクリーニングイオンスタイル茨島店
- ダイソーイオンタウン茨島店
- スポーツDEPO秋田茨島店
- カメラのキタムラ秋田・イオンタウン茨島店
- アスビーファム秋田茨島店
- EDWIN FACTORY OUTLETイオンタウン茨島店
- ツルハドラッグ茨島店
- DCM茨島店
- サンキューメガネ イオンタウン茨島店
- ヘアポジション茨島店
- 牛角イオンタウン茨島店
- 加賀谷書店 茨島店
- ニューライフカネタ 茨島店
- KINSYODO 秋田店
- スシロー秋田茨島店
- ガスト秋田茨島店

## アクセス
- JR秋田駅西口、または西部SC（新屋駅経由）より、秋田中央交通(600･710･711･712系統）「新屋線」または、羽後交通急行本荘秋田線で「茨島三丁目」（秋田駅から）・「茨島四丁目」（西部SCから）下車。、同社「（601系統）茨島環状線(茨島廻り）」にて「秋田大橋前」（新屋線、茨島廻り茨島・牛島環状線とはバス停が異なる）、「三菱マテリアル前」、「茨島四丁目」下車。
- 車の場合は秋田県道56号秋田天王線（旧国道7号）沿い。